# Prinýlas
Prinýlas (grec moderne : Πρινύλας) est une localité située dans le dème de Corfou-Nord, dans le district régional de Corfou, dans la périphérie des Îles Ioniennes, en Grèce.
Selon le recensement de 2021, elle compte 59 habitants.
Le village est implanté dans une position panoramique au-dessus de la baie d'Ágios Geórgios et est mentionné comme étant le siège d'une décarchie byzantine dans un document datant de 1200. C'est un village préservé avec des rues, des maisons caractéristiques et un manoir du XVIIe siècle. 